# Feodorit (Tichonov)
Feodorit (světským jménem: Michail Anatoljevič Tichonov; * 21. listopadu 1980, Okťabrskij) je ruský duchovní Ruské pravoslavné církve, biskup venjovský a vikář tulské eparchie.

## Život
Narodil se 21. listopadu 1980 v sídle Okťabrskij Rjazaňské oblasti (dnes čtvrť města Skopin).
Po střední škole nastoupil na Rjazaňské duchovní učiliště, které dokončil roku 2002. Poté přešel na Moskevský duchovní seminář a následně na Moslevskou duchovní akademii. V listopadu 2006 byl poslán studovat na École pratique des hautes études v Paříži. Od roku 2009 přednášel na akademii francouzštinu a latinu.
Dne 26. března 2010 byl v Trojicko-sergijevské lávře postřižen na monacha se jménem Feodorit na počest svatého Teodorita Antiochijského. Dne 1. dubna jej arcibiskup verejský Jevgenij (Rešetnikov) rukopoložil na jerodiákona a 15. února 2012 na jeromonacha. Od roku 2012 studoval na fakultě religionistiky Ruské pravoslavné univerzity.
V dubnu 2016 byl převeden do kléru skopinské eparchie, kde se stal představeným Uspenského chrámu v Rjažsku. V srpnu byl jmenován představeným Archijerejského podvorje Ducha svatého ve Skopinu a hlavou mnišské komunity, která je zde přítomna. V březnu 2017 byla komunita přeměněna na monastýr a tím se stal představeným monastýru.
Dne 29. července 2017 jej Svatý synod zvolil biskupem skopinským a šackým. Dne 8. srpna byl povýšen na archimandritu a biskupská chirotonie proběhla 19. srpna ve Vyborgu. Hlavním světitelem byl patriarcha moskevský a celé Rusi Kirill. Od 9. července 2019 byl rektorem Rjazaňského duchovního semináře.
Dne 25. srpna 2020 byl jmenován biskupem zvenigorodským, vikářem patriarchy moskevského a celé Rusi a rektorem Moskevské duchovní akademie. Byl zařazen do Synodní biblicko-bohoslovecké komise a později do Synodní komise pro kanonizaci svatých.
Dne 25. srpna 2022 se stal biskupem venjovským a vikářem tulské eparchie s osvobozením od funkce rektora akademie. Dne 24. srpna 2023 byl vyřazen z biblicko-bohoslovecké komise.